# Peña del Cuervo
La peña del Cuervo es un cerro situado en el límite entre los municipios de Arenas de Iguña y Cieza, en Cantabria (España). En parte destacada del mismo hay un vértice geodésico, que marca una altitud de 877,10 m s. n. m. en la base del pilar, a unos 30 metros del mojón que señala el límite entre los montes de Rucieza y Rodiz. El punto de partida para ascender a la peña del Cuervo es la localidad de Los Llares. Se toma una pista hacia Ucieda y la ermita del Moral. Está asfaltada durante 8 kilómetros. Cuando se acaba el asfalto hay que seguir a la derecha, campo a través, durante media hora más, para alcanzar el vértice.